# Groene oropendola
De groene oropendola (Psarocolius viridis) is een zangvogel uit de familie Icteridae (troepialen).

## Verspreiding en leefgebied
Deze soort komt voor van de Guyana's en zuidelijk Venezuela tot noordoostelijk Peru en amazonisch Brazilië.